# بوغدان ستيفيتش
بوغدان ستيفيتش (بالصربية: Богдан Стевић)‏ هو لاعب كرة قدم صربي في مركز الدفاع، ولد في 4 يونيو 1987 في بلغراد في صربيا. لعب مع نادي بارتيزان.

## وصلات خارجية
- بوغدان ستيفيتش على موقع قاعدة بيانات كرة القدم.إي يو (الإنجليزية)
- بوغدان ستيفيتش على موقع Soccerway.com (الإنجليزية)